# Terellia sabroskyi
Terellia sabroskyi
 es una especie de insecto del género Terellia de la familia Tephritidae del orden Diptera. 
Amnon Freidberg la describió científicamente por primera vez en el año 1982.